# Mühlenberg (Töpchin)
Der Mühlenberg ist eine 61 m ü. NHN hohe Erhebung in Töpchin, einem Ortsteil der Stadt Mittenwalde im Landkreis Dahme-Spreewald in Brandenburg. Die bewaldete Erhebung liegt rund 860 m nordwestlich des Dorfzentrums inmitten einer landwirtschaftlich genutzten Fläche.